# 臂章
臂章（ひしょう）は、制服等の上衣に、肩の線に沿って留められている付属品の名称。善行章や兵科を表示するものも多く、軍隊（自衛隊含む）などでは階級章の一種として用いられることもある。また、単に装飾目的から付されることもある。

## 臂章の種類
臂章は、軍隊などで任務や兵科を表すために佩用することが多く、軍服（制服）や防寒服などに縫いつけるのが一般的である。主な臂章の例としては大日本帝国陸軍の下士官勤務臂章などがある。陸上自衛隊、海上自衛隊、航空自衛隊では精勤章と呼ばれ、臂章を制服に付ける。